# Répertoire national des élus
Le décret no 2001-777 du 30 août 2001, « Décret portant création au ministère de l'intérieur d'un fichier des élus et des candidats aux élections au suffrage universel », a rendu légalement possible la création par le ministère de l'Intérieur d'un Répertoire national des élus, des conseillers municipaux au président de la République,.
Outre l'objectif d'information, sont particulièrement visées :
- l'application de la législation sur l'interdiction des candidatures multiples ;
- l'application de la législation sur le cumul des mandats et fonctions ;
- l'application de la législation sur le financement de la vie politique ;
- l'application de la législation sur l'égal accès des femmes et des hommes aux mandats électoraux et fonctions électives ;
- l'application de la législation sur la présentation des candidatures à l'élection présidentielle ;
- l'habilitation des partis et groupements politiques à participer à la campagne en vue d'un référendum, lorsqu'ils sont représentés au sein d'un groupe parlementaire ou en fonction de leurs résultats électoraux ;
- l'application de la législation sur l'honorariat des élus locaux.

## Nuances politiques
L'article 5 mentionne que « Au moment du dépôt de candidature, chaque candidat, ou candidat tête de liste, est informé de la grille des nuances politiques retenue pour l'enregistrement des résultats de l'élection, et du fait qu'il peut avoir accès au classement qui lui est affecté et en demander la rectification, conformément à l'article 36 de la loi du 6 janvier 1978 susvisée. »
Concrètement, cela signifie qu'un candidat au scrutin majoritaire ou tête de liste au scrutin proportionnel se voit d'office attribuer une nuance politique, la catégorie « sans étiquette » est donc supprimée, l'article 3 se clôture en effet par la précision suivante : « Hormis pour les maires, les mentions de l'appartenance politique figurant aux c, d et e du présent article ne sont pas enregistrées pour les conseillers municipaux des communes de moins de 3 500 habitants. »

## Critiques
Les résultats des élections sont publiées en France par le ministère de l'Intérieur, qui classe les partis en leur attribuant des nuances politiques. Ces dernières sont décidées par les préfets, qui les attribuent indifféremment de l'étiquette politique déclarée par les candidats, qui peut être celle d'un parti ou une candidature sans étiquette.
Objet de critiques depuis son introduction en 1970, cette classification unique en Europe est régulièrement contestée, des candidats n'étant souvent pas d'accord avec la nuance qui leur est attribuée. Les nuances provoquent notamment la polémique lors des élections législatives françaises de 2022, le ministère ayant créé une nuance commune pour la coalition gouvernementale Ensemble mais pas pour celle de l'opposition de gauche, la Nouvelle Union populaire écologique et sociale. Cette situation amène la NUPES a saisir le juge des référés du Conseil d'État afin de se voir attribuer une nuance à part entière, qui lui donne finalement raison et enjoint par conséquent au ministre de l'Intérieur de lui attribuer une nuance avant le 10 juin 2022. Prenant acte de la décision du Conseil d’État, le ministère annonce le jour même qu'il procédera à la modification demandée,,,. Lors des élections sénatoriales de septembre 2023, le Rassemblement national avait à son tour tenté sans succès de ne pas être classifié avec l’extrême droite, avant que le Conseil d'État ne donne raison au ministère.
L'attribution des nuances par le ministère de l'Intérieur et la publication des résultats des élections sous ces seules appellations et non celles des partis provoque à nouveau la polémique en amont des élections législatives de 2024. Les candidats du parti Les Républicains soutenus par Éric Ciotti dans le contexte de la crise interne au parti se voient en effet attribuer la nuance « Union de l’extrême droite » (UXD). L'étiquette, jugée « infamante », est qualifiée par Éric Ciotti de « scandale démocratique d’une gravité inédite » et de « basse manœuvre » du gouvernement « visant à déstabiliser nos candidats et nos électeurs ». Le rejet de cette étiquette est par ailleurs alimenté par la comparaison avec l'étiquette « Union de la gauche » dont bénéficient les candidats du Nouveau Front populaire, y compris ceux du Nouveau Parti anticapitaliste, habituellement classés à l’extrême gauche,,.

## Nuances par scrutin

### Élections législatives de 2024
Pour les élections législatives de 2024, le ministère de l'Intérieur et des Outre-mer a défini les nuances de candidats suivantes, diffusées aux préfets et hauts commissaires par deux circulaires du 11 juin 2024, « Organisation des élections législatives des 30 juin et 7 juillet 2024 » IOMA2415691J et « Attribution des nuances aux candidats aux élections législatives de 2024 » IOMA241563OC.
Cette seconde circulaire, publiée le 27 juin 2024, rappelle la distinction, établie par le décret n° 2014-1479 du 9 décembre 2014 relatif au Répertoire national des élus, entre l'étiquette politique, librement choisie par le candidat et qui reflète ses convictions ou engagements personnels et peut différer du parti de rattachement indiqué dans le formulaire relatif à la campagne audiovisuelle et à l'aide publique, et la nuance politique, qui peut en différer, est attribuée par l'administration au regard des critères définis dans la circulaire et la grille en annexe, et constitue un préalable essentiel à l'analyse électorale et à la lisibilité des résultats des élections pour les citoyens.
La circulaire apporte également des précisions quant aux critères à prendre en compte pour l'attribution chacun des candidats de l'une des 24 nuances correspondant aux principales formations et sensibilités politiques : 
1. Si le candidat est investi ou soutenu par une seule formation politique disposant d'une nuance propre, la nuance attribuée est celle propre propre à cette formation : COM, FI, SOC, RDG, VEC, REN, MDM, HOR, UDI, LR, RN ou REC.
2. Si le candidat n'a reçu ni investiture ni soutien, ou s'il a reçu l'investiture ou le soutien d'une formation qui ne dispose pas d'une nuance propre, la nuance attribuée est une nuance de sensibilité : EXG, DVG, ECO, REG, DVC, DVD, EXD (liste non exhaustive, la création de partis politiques n'étant subordonnée à aucun enregistrement par les services administratifs). Si le candidat revendique son indépendance vis-à-vis de toute formation politique tout en ayant une sensibilité plus ou moins proche de telle ou telle famille politique, la nuance attribuée est une nuance de sensibilité la plus proche de sa trajectoire politique, de ses prises de position publiques, de son programme de campagne, ou de son étiquette politique déclarée.
3. Si le candidat bénéficie de l'investiture ou du soutien de plusieurs formations politiques, la nuance attribuée est une nuance correspondant à un parti, à une alliance de partis, ou à une sensibilité selon son appartenance à un parti, le programme et les idées affichés, sa trajectoire politique, ou l'étiquette déclarée.
4. Si le candidat est dissident, la nuance attribuée est la nuance de sensibilité la plus proche de celle de son parti d'origine ou, s'il a changé de sensibilité, la nuance de la nouvelle sensibilité qu'il revendique ou dont il relève.
5. La nuance « divers » (DIV), prévue pour les candidats dont les opinions sont inclassables, catégorielles ou apolitiques, est attribuée avec mesure et discernement pour éviter d'altérer la lisibilité des résultats du scrutin en sous-estimant les courants politiques ; ni l'absence d'étiquette politique affichée par un candidat, ni la revendication d'une candidature « sans étiquette », « apolitique » ou « citoyenne » ne justifient l'attribution de la nuance DIV, réservée aux candidats qui ne sont rattachables à aucun parti ou courant politique précis et identifiable.

Cette même circulaire précise que les candidats peuvent demander la rectification de la nuance attribuée. Les rectifications sont limitées aux cas où les informations concernant le candidat sont inexactes. Si une rectification est demandée dans les trois jours précédant le tour de scrutin, elle ne pourra être prise en compte au moment de la diffusion des résultats, même si elle est fondée mais sera examinée ultérieurement. Tout candidat qui se voit opposer un refus a la possibilité de contester la décision auprès du juge administratif.
| Nuances de candidats | Nuances de candidats | Nuances de candidats                 | Nuances de candidats | Sièges    |
| Code                 | Code                 | Libellé                              | Commentaires | Sièges    |
| -------------------- | -------------------- | ------------------------------------ | --- | --------- |
|                      | EXG                  | Extrême gauche                       | Candidats présentés ou soutenus par des partis d'extrême gauche, notamment Lutte ouvrière, le Nouveau Parti anticapitaliste, le Parti ouvrier indépendant                                                                                       | 0 / 577   |
|                      | COM                  | Parti communiste français            | Candidats présentés ou soutenus par le Parti communiste français | 0 / 577   |
|                      | FI                   | La France insoumise                  | Candidats présentés ou soutenus par La France insoumise | 0 / 577   |
|                      | SOC                  | Parti socialiste                     | Candidats présentés ou soutenus par le Parti socialiste | 2 / 577   |
|                      | RDG                  | Parti radical de gauche              | Candidats présentés ou soutenus par le Parti radical de gauche | 0 / 577   |
|                      | VEC                  | Les Écologistes                      | Candidats présentés ou soutenus par Les Écologistes | 0 / 577   |
|                      | DVG                  | Divers gauche                        | Autres candidats de sensibilités de gauche | 12 / 577  |
|                      | UG                   | Union de la gauche                   | Candidats présentés ou soutenus par deux partis de gauche | 178 / 577 |
|                      | ECO                  | Écologistes                          | Autres candidats de sensibilité écologiste | 1 / 577   |
|                      | REG                  | Régionalistes                        | Candidats régionalistes, indépendantistes et autonomistes | 9 / 577   |
|                      | DIV                  | Divers                               | Candidats inclassables | 1 / 577   |
|                      | REN                  | Renaissance                          | Candidats présentés ou soutenus par Renaissance | 0 / 577   |
|                      | MDM                  | Modem                                | Candidats présentés ou soutenus par le Mouvement démocrate | 0 / 577   |
|                      | HOR                  | Horizons                             | Candidats présentés ou soutenus par Horizons | 6 / 577   |
|                      | ENS                  | Ensemble                             | Candidats présentés ou soutenus par deux partis du centre | 150 / 577 |
|                      | DVC                  | Divers centre                        | Autre candidats de sensibilités du centre | 6 / 577   |
|                      | UDI                  | Union des démocrates et indépendants | Candidats présentés ou soutenus par l'Union des Démocrates et Indépendants | 3 / 577   |
|                      | LR                   | Les Républicains                     | Candidats présentés ou soutenus par Les Républicains | 39 / 577  |
|                      | DVD                  | Divers droite                        | Autres candidats de sensibilité de droite | 27 / 577  |
|                      | DSV                  | Droite souverainiste                 | Debout la France, autres partis ou candidats de sensibilité souverainiste | 0 / 577   |
|                      | RN                   | Rassemblement national               | Candidats présentés ou soutenus par le Rassemblement National | 125 / 577 |
|                      | REC                  | Reconquête                           | Candidats présentés ou soutenus par Reconquête ! | 0 / 577   |
|                      | UXD                  | Union de l'extrême droite            | Candidats présentés ou soutenus par deux partis d'extrême droite | 17 / 577  |
|                      | EXD                  | Extrême droite                       | Candidats présentés ou soutenus par d'autres partis d'extrême droite, notamment Les Patriotes, Comités Jeanne, Mouvement national républicain, Les Identitaires, Ligue du Sud, Parti de la France, SIEL, Front des patriotes républicains, etc. | 1 / 577   |

### Élections européennes de 2024
|      | Nuances des listes | Nuances des listes                 | sièges 2024-2029 | ordre |
| code | nuance             |                                    | sièges 2024-2029 | ordre |
| ---- | ------------------ | ---------------------------------- | ---------------- | ----- |
|      | LEXG               | Liste Extrême gauche               | 0 / 81           | ‍      |
|      | LCOM               | Liste du Parti communiste français | 0 / 81           | ‍      |
|      | LFI                | Liste de La France insoumise       | 9 / 81           | ‍      |
|      | LUG                | Liste Union de la Gauche           | 13 / 81          | ‍      |
|      | LDVG               | Liste Divers gauche                | 0 / 81           | ‍      |
|      | LVEC               | Liste Europe-Écologie-Les Verts    | 5 / 81           | ‍      |
|      | LDIV               | Liste divers                       | 0 / 81           | ‍      |
|      | LECO               | Liste écologiste                   | 0 / 81           | ‍      |
|      | LENS               | Liste Ensemble                     | 13 / 81          | ‍      |
|      | LDVC               | Liste divers centre                | 0 / 81           | ‍      |
|      | LLR                | Liste des Républicains             | 6 / 81           | ‍      |
|      | LDVD               | Liste Divers droite                | 0 / 81           | ‍      |
|      | LRN                | Liste Rassemblement national       | 30 / 81          | ‍      |
|      | LREC               | Liste Reconquête !                 | 5 / 81           | ‍      |
|      | LEXD               | Liste Extrême droite               | 0 / 81           | ‍      |

### Élections sénatoriales de 2023
| Nuances de candidats | Nuances de candidats | Nuances de candidats                               | Commentaire                                                                               |
| Code                 | Code                 | Libellé                                            | Commentaire                                                                               |
| -------------------- | -------------------- | -------------------------------------------------- | ----------------------------------------------------------------------------------------- |
|                      | EXG                  | Candidat divers extrême gauche                     | NPA, LO, POI et autres d'extrême gauche                                                   |
|                      | COM                  | Candidat du Parti communiste français              |                                                                                           |
|                      | FI                   | Candidat de la France insoumise                    |                                                                                           |
|                      | SOC                  | Candidat du Parti socialiste                       |                                                                                           |
|                      | VEC                  | Candidat de Europe-Écologie-Les Verts              |                                                                                           |
|                      | RDG                  | Candidat du Parti radical de gauche                |                                                                                           |
|                      | DVG                  | Candidat Divers gauche                             | G.s, GE (non classé ECO), LND, Gauche écosocialiste et autres                             |
|                      | ECO                  | Candidat écologiste                                | Cap21, Écologie au centre et autres écologistes, inclut animalistes (PA)                  |
|                      | DIV                  | Candidat divers                                    | Autres inclassables                                                                       |
|                      | REG                  | Candidat régionaliste                              | RPS, régionalistes, indépendantistes et autonomistes                                      |
|                      | REN                  | Candidat de Renaissance                            |                                                                                           |
|                      | MDM                  | Candidat du MoDem                                  |                                                                                           |
|                      | HOR                  | Candidat de Horizons                               |                                                                                           |
|                      | DVC                  | Candidat divers centre                             | EC, Agir, TdP, PR, FP et autres centristes                                                |
|                      | UDI                  | Candidat de l'Union des démocrates et indépendants |                                                                                           |
|                      | LR                   | Candidat des Républicains                          |                                                                                           |
|                      | DVD                  | Candidat divers droite                             | LC-NC, Via et autres de droite                                                            |
|                      | DLF                  | Candidat de DLF                                    |                                                                                           |
|                      | RN                   | Candidat du Rassemblement national                 |                                                                                           |
|                      | REC                  | Candidat de Reconquête                             |                                                                                           |
|                      | EXD                  | Candidat divers extrême droite                     | LP, CJ, LI, LS, ADA, PF, SIEL, Civitas et autres d'extrême droite                         |
| Nuances de liste     | Nuances de liste     | Nuances de liste                                   | Commentaire                                                                               |
| Code                 | Code                 | Libellé                                            | Commentaire                                                                               |
|                      | LEXG                 | Liste divers extrême gauche                        | NPA, LO, POI et autres d'extrême gauche                                                   |
|                      | LCOM                 | Liste du Parti communiste français                 |                                                                                           |
|                      | LFI                  | Liste de la France insoumise                       |                                                                                           |
|                      | LSOC                 | Liste du Parti socialiste                          |                                                                                           |
|                      | LVEC                 | Liste de Europe-Écologie-Les Verts                 |                                                                                           |
|                      | LUG                  | Liste d'union de la gauche                         | Liste soutenue par plusieurs formations, dont au moins une formation LFI, PCF, PS ou EELV |
|                      | LDVG                 | Liste Divers gauche                                | G.s, GE (non classé ECO), LND, Gauche écosocialiste et autres de gauche                   |
|                      | LECO                 | Liste écologiste                                   | Cap21, Écologie au centre et autres écologistes, inclut animalistes (PA)                  |
|                      | LDIV                 | Liste divers                                       | Autres inclassables                                                                       |
|                      | LREG                 | Liste régionaliste                                 | RPS, régionalistes, indépendantistes et autonomistes                                      |
|                      | LENS                 | Liste d'Ensemble ! (Majorité présidentielle)       | Liste avec plusieurs formations dont au moins REN                                         |
|                      | LREN                 | Liste de REN                                       |                                                                                           |
|                      | LMDM                 | Liste du MoDem                                     |                                                                                           |
|                      | LHOR                 | Liste de Horizons                                  |                                                                                           |
|                      | LDVC                 | Liste divers centre                                | Autres centristes                                                                         |
|                      | LUDI                 | Liste de l'Union des démocrates et indépendants    |                                                                                           |
|                      | LLR                  | Liste des Républicains                             |                                                                                           |
|                      | LDVD                 | Liste divers droite                                | LC-NC, Via et autres de droite                                                            |
|                      | LRN                  | Liste du Rassemblement national                    |                                                                                           |
|                      | UXD                  | Union de l'extrême droite                          | Liste de plusieurs formations dont au moins le RN                                         |
|                      | LEXD                 | Liste divers extrême droite                        |                                                                                           |

### Élections législatives de 2022
| Nuances de candidats | Nuances de candidats | Nuances de candidats                                          | Commentaire                                                   | Sièges    |
| Code                 | Code                 | Libellé                                                       | Commentaire                                                   | Sièges    |
| -------------------- | -------------------- | ------------------------------------------------------------- | ------------------------------------------------------------- | --------- |
|                      | DXG                  | Candidat divers extrême gauche                                | NPA, LO, POI et autres d'extrême gauche                       | 0 / 577   |
|                      | RDG                  | Candidat du Parti radical de gauche                           |                                                               | 0 / 577   |
|                      | NUP                  | Candidat de la Nouvelle Union populaire écologique et sociale | LFI, PCF, PS, EELV, G.s, GE, LND et autres                    | 131 / 577 |
|                      | DVG                  | Candidat divers gauche                                        | Autres de gauche                                              | 22 / 577  |
|                      | ECO                  | Candidat écologiste                                           | Cap21, PA et autres écologistes                               | 0 / 577   |
|                      | DIV                  | Candidat divers                                               | Autres inclassables                                           | 1 / 577   |
|                      | REG                  | Candidat régionaliste                                         | RPS, régionalistes, indépendantistes et autonomistes          | 10 / 577  |
|                      | ENS                  | Candidat d'Ensemble ! (Majorité présidentielle)               | REN, MoDem, Horizons, EC, Agir, TdP, PR, FP et autres         | 245 / 577 |
|                      | DVC                  | Candidat divers centre                                        | Autres centristes                                             | 4 / 577   |
|                      | UDI                  | Candidat de l'Union des démocrates et indépendants            |                                                               | 3 / 577   |
|                      | LR                   | Candidat des Républicains                                     |                                                               | 61 / 577  |
|                      | DVD                  | Candidat divers droite                                        | LC-NC, Via et autres de droite                                | 10 / 577  |
|                      | DSV                  | Candidat de droite souverainiste                              | DLF, LP et autres souverainistes                              | 1 / 577   |
|                      | REC                  | Candidat de Reconquête                                        |                                                               | 0 / 577   |
|                      | RN                   | Candidat du Rassemblement national                            |                                                               | 89 / 577  |
|                      | DXD                  | Candidat divers extrême droite                                | CJ, LI, LS, ADA, PF, SIEL, Civitas et autres d'extrême droite | 0 / 577   |

### Élections régionalesetdépartementales de 2021
| Code     | Code     | Code           | Code           | Code           | Code           | Libellé                                                             | Commentaire                         | Sièges régionaux | Sièges départementaux | Total sièges |
| Candidat | Candidat | Binôme         | Binôme         | Liste          | Liste          | Libellé                                                             | Commentaire                         | Sièges régionaux | Sièges départementaux | Total sièges |
| -------- | -------- | -------------- | -------------- | -------------- | -------------- | ------------------------------------------------------------------- | ----------------------------------- | ---------------- | --------------------- | ------------ |
|          | EXG      |                | BC-EXG         |                | LEXG           | Candidat, binôme ou liste d'extrême gauche                          | NPA, LO, POI et autres              | 0 / 1926         | 0 / 4040              | 0 / 5966     |
|          | COM      |                | BC-COM         |                | LCOM           | Candidat, binôme ou liste du Parti communiste français              |                                     | 0 / 1926         | 54 / 4040             | 54 / 5966    |
|          | FI       |                | BC-FI          |                | LFI            | Candidat, binôme ou liste de La France insoumise                    |                                     | 0 / 1926         | 0 / 4040              | 0 / 5966     |
|          | SOC      |                | BC-SOC         |                | LSOC           | Candidat, binôme ou liste du Parti socialiste                       |                                     | 8 / 1926         | 338 / 4040            | 346 / 5966   |
|          | GEN      | Classés en DVG | Classés en DVG | Classés en DVG | Classés en DVG | Candidat de Génération.s                                            |                                     | 0 / 1926         | 0 / 4040              | 0 / 5966     |
|          | RDG      |                | BC-RDG         |                | LRDG           | Candidat, binôme ou liste du Parti radical de gauche                |                                     | 0 / 1926         | 10 / 4040             | 10 / 5966    |
| N/A      | N/A      |                | BC-UG          |                | LUG            | Binôme ou liste d'union à gauche                                    |                                     | 221 / 1926       | 328 / 4040            | 549 / 5966   |
|          | DVG      |                | BC-DVG         |                | LDVG           | Candidat, binôme ou liste divers gauche                             | Autres de sensibilité de gauche     | 118 / 1926       | 438 / 4040            | 556 / 5966   |
|          | ECO      |                | BC-ECO         |                | LECO           | Candidat, binôme ou liste écologiste                                | EELV, UDE, CE et autres             | 19 / 1926        | 30 / 4040             | 49 / 5966    |
| N/A      | N/A      |                | BC-UGE         |                | LUGE           | Binôme ou liste d'union à gauche avec des écologistes               |                                     | 315 / 1926       | 244 / 4040            | 559 / 5966   |
|          | DIV      |                | BC-DIV         |                | LDIV           | Candidat, binôme ou liste divers                                    | PP, RCF, S&P et autres inclassables | 0 / 1926         | 116 / 4040            | 116 / 5966   |
|          | ANM      | Classés en DIV | Classés en DIV | Classés en DIV | Classés en DIV | Candidat du Parti animaliste                                        |                                     | 0 / 1926         | 0 / 4040              | 0 / 5966     |
|          | REG      |                | BC-REG         |                | LREG           | Candidat, binôme ou liste régionaliste                              | FaC, PB, UDB, UL et autres          | 85 / 1926        | 2 / 4040              | 87 / 5966    |
|          | GJ       |                | BC-GJ          |                | LGJ            | Candidat, binôme ou liste gilets jaunes                             |                                     | 0 / 1926         | 0 / 4040              | 0 / 5966     |
| N/A      | N/A      |                | BC-UCG         |                | LUCG           | Binôme ou liste d'union au centre et à gauche                       |                                     | 0 / 1926         | 22 / 4040             | 22 / 5966    |
|          | REM      |                | BC-REM         |                | LREM           | Candidat, binôme ou liste de La République en marche                |                                     | 7 / 1926         | 10 / 4040             | 17 / 5966    |
|          | MDM      |                | BC-MDM         |                | LMDM           | Candidat, binôme ou liste du MoDem                                  |                                     | 0 / 1926         | 4 / 4040              | 0 / 5966     |
|          | AGR      | Classés en DVC | Classés en DVC | Classés en DVC | Classés en DVC | Candidat d'Agir                                                     |                                     | 0 / 1926         | 0 / 4040              | 0 / 5966     |
|          | MR       | Classés en DVC | Classés en DVC | Classés en DVC | Classés en DVC | Candidat du Mouvement radical / social-libéral                      |                                     | 0 / 1926         | 0 / 4040              | 0 / 5966     |
| N/A      | N/A      |                | BC-UC          |                | LUC            | Binôme ou liste d'union au centre                                   |                                     | 63 / 1926        | 34 / 4040             | 97 / 5966    |
|          | DVC      |                | BC-DVC         |                | LDVC           | Candidat, binôme ou liste divers centre                             | Autres de sensibilité centriste     | 54 / 1926        | 222 / 4040            | 276 / 5966   |
| N/A      | N/A      |                | BC-UCD         |                | LUCD           | Binôme ou liste d'union au centre et à droite                       |                                     | 240 / 1926       | 470 / 4040            | 710 / 5966   |
|          | UDI      |                | BC-UDI         |                | LUDI           | Candidat, binôme ou liste de l'Union des démocrates et indépendants |                                     | 0 / 1926         | 32 / 4040             | 32 / 5966    |
|          | LR       |                | BC-LR          |                | LLR            | Candidat, binôme ou liste des Républicains                          |                                     | 135 / 1926       | 386 / 4040            | 521 / 5966   |
| N/A      | N/A      |                | BC-UD          |                | LUD            | Binôme ou liste d'union à droite                                    |                                     | 392 / 1926       | 394 / 4040            | 786 / 5966   |
|          | DSV      |                | BC-DSV         |                | LDSV           | Candidat, binôme ou liste de droite souverainiste                   | DLF et autres                       | 0 / 1926         | 0 / 4040              | 0 / 5966     |
|          | DVD      |                | BC-DVD         |                | LDVD           | Candidat, binôme ou liste divers droite                             | Autres de sensibilité de droite     | 17 / 1926        | 878 / 4040            | 895 / 5966   |
|          | RN       |                | BC-RN          |                | LRN            | Candidat, binôme ou liste du Rassemblement national                 |                                     | 252 / 1926       | 26 / 4040             | 278 / 5966   |
| N/A      | N/A      |                | BC-UXD         |                | LUXD           | Binôme ou liste d'union à l'extrême-droite                          |                                     | 0 / 1926         | 0 / 4040              | 0 / 5966     |
|          | EXD      |                | BC-EXD         |                | EXD            | Candidat, binôme ou liste d'extrême droite                          | CJ, LS, ADA, SIEL et autres         | 0 / 1926         | 2 / 4040              | 2 / 5966     |

### Élections municipales et communautaires de 2020
| Nuances de listes | Nuances de listes | Nuances de listes                  | Commentaire       | Nuances de candidats | Nuances de candidats | Nuances de candidats                 | Commentaire    |
| ----------------- | ----------------- | ---------------------------------- | ----------------- | -------------------- | -------------------- | ------------------------------------ | -------------- |
|                   | LEXG              | Liste d'extrême gauche             |                   |                      | EXG                  | Extrême gauche                       |                |
|                   | LCOM              | Liste du Parti communiste français |                   |                      | COM                  | Parti communiste français            |                |
|                   | LFI               | Liste La France insoumise          |                   |                      | FI                   | France insoumise                     |                |
|                   | LSOC              | Liste socialiste                   |                   |                      | SOC                  | Parti socialiste                     |                |
|                   | LRDG              | Liste du Parti radical de gauche   |                   |                      | RDG                  | Parti radical de gauche              |                |
| Pas d'équivalence | Pas d'équivalence | Pas d'équivalence                  | Pas d'équivalence |                      | GEN                  | Génération.s                         |                |
|                   | LDVG              | Liste divers gauche                |                   |                      | DVG                  | Divers gauche                        |                |
|                   | LUG               | Liste union de la gauche           |                   | Non-applicable       | Non-applicable       | Non-applicable                       | Non-applicable |
|                   | LVEC              | Liste Europe Écologie Les Verts    |                   |                      | VEC                  | Europe-Écologie-Les-Verts            |                |
| Pas d'équivalence | Pas d'équivalence | Pas d'équivalence                  | Pas d'équivalence |                      | ANM                  | Animaliste                           |                |
|                   | LECO              | Autre liste écologiste             |                   |                      | ECO                  | Autre écologiste                     |                |
|                   | LDIV              | Liste divers                       |                   |                      | DIV                  | Divers                               |                |
|                   | LREG              | Liste régionaliste                 |                   |                      | REG                  | Régionaliste                         |                |
|                   | LGJ               | Liste gilets jaunes                |                   |                      | GJ                   | Gilets jaunes                        |                |
|                   | LREM              | Liste La République en marche      |                   |                      | REM                  | La République en marche              |                |
|                   | LMDM              | Liste Modem                        |                   |                      | MDM                  | Modem                                |                |
|                   | LUDI              | Liste UDI                          |                   |                      | UDI                  | Union des démocrates et indépendants |                |
| Pas d'équivalence | Pas d'équivalence | Pas d'équivalence                  | Pas d'équivalence |                      | AGR                  | Agir                                 |                |
| Pas d'équivalence | Pas d'équivalence | Pas d'équivalence                  | Pas d'équivalence |                      | MR                   | Mouvement Radical / Social - Libéral |                |
|                   | LUC               | Liste union du centre              |                   | Non-applicable       | Non-applicable       | Non-applicable                       | Non-applicable |
|                   | LDVC              | Liste divers centre                |                   |                      | DVC                  | Divers centre                        |                |
|                   | LLR               | Liste Les Républicains             |                   |                      | LR                   | Les Républicains                     |                |
|                   | LUD               | Liste union de la droite           |                   | Non-applicable       | Non-applicable       | Non-applicable                       | Non-applicable |
|                   | LDVD              | Liste divers droite                |                   |                      | DVD                  | Divers droite                        |                |
|                   | LDLF              | Liste Debout la France             |                   |                      | DLF                  | Debout la France                     |                |
|                   | LRN               | Liste Rassemblement national       |                   |                      | RN                   | Rassemblement national               |                |
|                   | LEXD              | Liste d'extrême droite             |                   |                      | EXD                  | Extrême droite                       |                |

### Élections sénatoriales de 2017
| Nuances de listes    | Nuances de listes    | Nuances de listes                    | Commentaire |
| -------------------- | -------------------- | ------------------------------------ | ----------- |
|                      | LEXG                 | Liste d'extrême gauche               |             |
|                      | LCOM                 | Liste du Parti communiste français   |             |
|                      | LFI                  | Liste de la France insoumise         |             |
|                      | LSOC                 | Liste du Parti socialiste            |             |
|                      | LDVG                 | Liste Divers gauche                  |             |
|                      | LUG                  | Liste d'union de la gauche           |             |
|                      | LECO                 | Liste Ecologiste                     |             |
|                      | LREG                 | Liste Régionaliste                   |             |
|                      | LDIV                 | Liste divers                         |             |
|                      | LREM                 | La République en marche              |             |
|                      | LMDM                 | Mouvement démocrate                  |             |
|                      | LMP                  | Majorité présidentielle              |             |
|                      | LUDI                 | Union des Démocrates et Indépendants |             |
|                      | LLR                  | Les Républicains                     |             |
|                      | LDVD                 | Divers droite                        |             |
|                      | LUD                  | Liste d'union de la droite           |             |
|                      | LDLF                 | Debout la France                     |             |
|                      | LFN                  | Front National                       |             |
|                      | LEXD                 | Extrême droite                       |             |
| Nuances de candidats | Nuances de candidats | Nuances de candidats                 | Commentaire |
|                      | EXG                  | Extrême gauche                       |             |
|                      | COM                  | Parti communiste français            |             |
|                      | FI                   | La France insoumise                  |             |
|                      | SOC                  | Parti socialiste                     |             |
|                      | RDG                  | Radical de gauche                    |             |
| DVG                  | Divers gauche        |                                      |             |
|                      | ECO                  | Ecologiste                           |             |
|                      | REG                  | Régionaliste                         |             |
|                      | DIV                  | Divers                               |             |
|                      | REM                  | La République en marche              |             |
|                      | MDM                  | Mouvement démocrate                  |             |
|                      | UDI                  | Union des Démocrates et Indépendants |             |
|                      | LR                   | Les Républicains                     |             |
|                      | DVD                  | Divers droite                        |             |
|                      | DLF                  | Debout la France                     |             |
|                      | FN                   | Front National                       |             |
|                      | EXD                  | Extrême droite                       |             |

### Élections législatives de 2017
| Nuances de candidats | Nuances de candidats | Nuances de candidats                 | Sièges    |
| -------------------- | -------------------- | ------------------------------------ | --------- |
|                      | EXG                  | Extrême gauche                       | 0 / 577   |
|                      | COM                  | Parti communiste français            | 10 / 577  |
|                      | FI                   | La France insoumise                  | 17 / 577  |
|                      | SOC                  | Parti socialiste                     | 30 / 577  |
|                      | RDG                  | Parti radical de gauche              | 3 / 577   |
| DVG                  | Divers gauche        | 12 / 577                             |           |
|                      | ECO                  | Écologiste                           | 1 / 577   |
|                      | DIV                  | Divers                               | 3 / 577   |
|                      | REG                  | Régionaliste                         | 5 / 577   |
|                      | REM                  | La République en marche !            | 308 / 577 |
|                      | MDM                  | Modem                                | 42 / 577  |
|                      | UDI                  | Union des démocrates et indépendants | 18 / 577  |
|                      | LR                   | Les Républicains                     | 112 / 577 |
|                      | DVD                  | Divers droite                        | 6 / 577   |
|                      | DLF                  | Debout la France                     | 1 / 577   |
|                      | FN                   | Front national                       | 8 / 577   |
|                      | EXD                  | Extrême droite                       | 1 / 577   |

### Élections régionales de 2015
| Nuances de listes | Nuances de listes   | Nuances de listes                      | Commentaire |
| ----------------- | ------------------- | -------------------------------------- | ----------- |
|                   | LEXG                | Liste Extrême gauche                   |             |
|                   | LFG                 | Liste du Front de Gauche               |             |
|                   | LPG                 | Liste du Parti de Gauche               |             |
|                   | LCOM                | Liste du Parti communiste français     |             |
|                   | LVEG                | Liste EELV et gauche                   |             |
|                   | LSOC                | Liste du Parti socialiste              |             |
|                   | LUG                 | Liste Union de la Gauche               |             |
|                   | LRDG                | Liste du Parti radical de gauche       |             |
| LDVG              | Liste Divers gauche |                                        |             |
|                   | LVEC                | Liste d'Europe-Ecologie-Les Verts      |             |
|                   | LECO                | Liste Ecologiste                       |             |
|                   | LDIV                | Liste divers                           |             |
|                   | LREG                | Liste Régionaliste                     |             |
|                   | LMDM                | Liste du Modem                         |             |
|                   | LUDI                | Liste Union Démocrates et Indépendants |             |
|                   | LLR                 | Liste « Les Républicains »             |             |
|                   | LUD                 | Liste Union de la Droite               |             |
|                   | LDLF                | Liste Debout la France                 |             |
|                   | LDVD                | Liste Divers droite                    |             |
|                   | LFN                 | Liste Front National                   |             |
|                   | LEXD                | Liste Extrême droite                   |             |

### Élections départementales de 2015
| Nuances de binômes | Nuances de binômes   | Nuances de binômes                       | Commentaire |
| ------------------ | -------------------- | ---------------------------------------- | ----------- |
|                    | BC-EXG               | Binôme Extrême gauche                    |             |
|                    | BC-FG                | Binôme du Front de Gauche                |             |
|                    | BC-PG                | Binôme du Parti de Gauche                |             |
|                    | BC-COM               | Binôme du Parti communiste français      |             |
|                    | BC-SOC               | Binôme du Parti socialiste               |             |
|                    | BC-UG                | Binôme Union de la Gauche                |             |
|                    | BC-RDG               | Binôme du Parti radical de gauche        |             |
| BC-DVG             | Binôme Divers gauche |                                          |             |
|                    | BC-VEC               | Binôme d'Europe-Ecologie-Les Verts       |             |
|                    | BC-DIV               | Binôme divers                            |             |
|                    | BC-MDM               | Binôme du Modem                          |             |
|                    | BC-UC                | Binôme Union du Centre                   |             |
|                    | BC-UDI               | Binôme Union Démocrates et Indépendants  |             |
|                    | BC-UMP               | Binôme Union pour un Mouvement Populaire |             |
|                    | BC-UD                | Binôme Union de la Droite                |             |
|                    | BC-DLF               | Binôme Debout la France                  |             |
|                    | BC-DVD               | Binôme Divers droite                     |             |
|                    | BC-FN                | Binôme Front National                    |             |
|                    | BC-EXD               | Binôme Extrême droite                    |             |

### Élections sénatoriales de 2014
| Nuances de listes    | Nuances de listes                   | Nuances de listes                       | Commentaire |
| -------------------- | ----------------------------------- | --------------------------------------- | ----------- |
|                      | LEXG                                | Liste d'extrême gauche                  |             |
|                      | LFG                                 | Liste présentée par le Front de Gauche  |             |
| LCOM                 | Liste présentée par le PCF, hors FG |                                         |             |
|                      | LPG                                 | Liste du Parti de gauche, hors FG       |             |
|                      | LSOC                                | Liste du parti socialiste               |             |
|                      | LVEC                                | Liste Europe Ecologie Les Verts         |             |
|                      | LRDG                                | Liste du parti radical de gauche        |             |
| LDVG                 | Liste divers gauche                 |                                         |             |
|                      | LUG                                 | Liste d'union de la Gauche              |             |
|                      | LDIV                                | Liste divers                            |             |
|                      | LREG                                | Liste régionaliste                      |             |
|                      | LMDM                                | Liste présentée par le MoDem            |             |
|                      | LUDI                                | Liste présentée par l'UDI               |             |
|                      | LCEN                                | Liste d'union du centre                 |             |
|                      | LUD                                 | Liste d'union de la droite et du centre |             |
|                      | LUMP                                | Liste de l'UMP                          |             |
|                      | LDLR                                | Liste Debout la République              |             |
|                      | LDVD                                | Liste divers droite                     |             |
|                      | LFN                                 | Liste du Front National                 |             |
|                      | LEXD                                | Liste d'extrême droite                  |             |
| Nuances de personnes | Nuances de personnes                | Nuances de personnes                    | Commentaire |
|                      | EXG                                 | Extrême gauche                          |             |
|                      | FG                                  | Front de gauche                         |             |
|                      | PG                                  | Parti de gauche                         |             |
|                      | COM                                 | Parti communiste français               |             |
|                      | SOC                                 | Parti socialiste                        |             |
|                      | RDG                                 | Parti radical de gauche                 |             |
| DVG                  | Divers gauche                       |                                         |             |
|                      | VEC                                 | Europe Ecologie Les Verts               |             |
|                      | ECO                                 | Ecologiste                              |             |
|                      | REG                                 | Régionaliste                            |             |
|                      | DIV                                 | Divers                                  |             |
|                      | MDM                                 | Mouvement démocrate                     |             |
|                      | UDI                                 | Union des démocrates et indépendants    |             |
|                      | UMP                                 | Union pour un Mouvement Populaire       |             |
|                      | DLR                                 | Debout la République                    |             |
|                      | DVD                                 | Divers droite                           |             |
|                      | FN                                  | Front National                          |             |
|                      | EXD                                 | Extrême droite                          |             |

### Élections européennes de 2014
| Nuances des listes | Nuances des listes | Nuances des listes                      | Sièges  |
| ------------------ | ------------------ | --------------------------------------- | ------- |
|                    | LEXG               | Liste Extrême gauche                    | 0 / 74  |
|                    | LFG                | Liste Front de Gauche                   | 3 / 74  |
|                    | LPG                | Liste du Parti de Gauche                | 3 / 74  |
|                    | LCOM               | Liste du Parti communiste français      | 3 / 74  |
|                    | LSOC               | Liste Socialiste                        | 13 / 74 |
|                    | LUG                | Liste Union de la Gauche                | 13 / 74 |
|                    | LDVG               | Liste Divers gauche                     | 1 / 74  |
|                    | LVEC               | Liste Europe-Ecologie-Les Verts         | 6 / 74  |
|                    | LDIV               | Liste divers                            | 0 / 74  |
|                    | LMDM               | Liste Modem                             | 7 / 74  |
|                    | LUC                | Liste Union du Centre                   | 7 / 74  |
|                    | LUDI               | Liste Union Démocrates et Indépendants  | 7 / 74  |
|                    | LUMP               | Liste Union pour un Mouvement Populaire | 20 / 74 |
|                    | LUD                | Liste Union de la Droite                | 20 / 74 |
|                    | LDVD               | Liste Divers droite                     | 0 / 74  |
|                    | LFN                | Liste Front National                    | 24 / 74 |
|                    | LEXD               | Liste Extrême droite                    | 0 / 74  |

### Élections municipales et communautaires de 2014
| Nuances des listes | Nuances des listes | Nuances des listes                      | Commentaire |
| ------------------ | ------------------ | --------------------------------------- | ----------- |
|                    | LEXG               | Liste Extrême gauche                    |             |
|                    | LFG                | Liste Front de Gauche                   |             |
|                    | LPG                | Liste du Parti de Gauche                |             |
|                    | LCOM               | Liste du Parti communiste français      |             |
|                    | LSOC               | Liste Socialiste                        |             |
|                    | LUG                | Liste Union de la Gauche                |             |
|                    | LDVG               | Liste Divers gauche                     |             |
|                    | LVEC               | Liste Europe-Ecologie-Les Verts         |             |
|                    | LDIV               | Liste divers                            |             |
|                    | LMDM               | Liste Modem                             |             |
|                    | LUC                | Liste Union du Centre                   |             |
|                    | LUDI               | Liste Union Démocrates et Indépendants  |             |
|                    | LUMP               | Liste Union pour un Mouvement Populaire |             |
|                    | LUD                | Liste Union de la Droite                |             |
|                    | LDVD               | Liste Divers droite                     |             |
|                    | LFN                | Liste Front National                    |             |
|                    | LEXD               | Liste Extrême droite                    |             |

### Élections législatives de 2012
| Nuances politiques | Nuances politiques | Nuances politiques                | Sièges    |
| ------------------ | ------------------ | --------------------------------- | --------- |
|                    | EXG                | Extrême gauche                    | 0 / 577   |
|                    | FG                 | Front de gauche                   | 10 / 577  |
|                    | SOC                | Socialiste                        | 280 / 577 |
|                    | RDG                | Radical de Gauche                 | 12 / 577  |
| DVG                | Divers gauche      | 22 / 577                          |           |
|                    | VEC                | Europe-Ecologie-Les Verts         | 17 / 577  |
|                    | REG                | Régionaliste                      | 2 / 577   |
|                    | ECO                | Ecologiste                        | 0 / 577   |
|                    | AUT                | Autres                            | 0 / 577   |
|                    | CEN                | Le Centre pour la France          | 2 / 577   |
|                    | ALLI               | Alliance centriste                | 2 / 577   |
| PRV                | Parti radical      | 6 / 577                           |           |
| NCE                | Nouveau Centre     | 12 / 577                          |           |
|                    | UMP                | Union pour un Mouvement Populaire | 194 / 577 |
|                    | DVD                | Divers droite                     | 15 / 577  |
|                    | FN                 | Front National                    | 2 / 577   |
|                    | EXD                | Extrême droite                    | 1 / 577   |

### Élections sénatoriales de 2011
| Nuances de liste    | Nuances de liste                        | Nuances de liste                  | Commentaire |
| ------------------- | --------------------------------------- | --------------------------------- | ----------- |
|                     | LEXG                                    | Liste d'extrême gauche            |             |
|                     | LCOP                                    | Liste Front de gauche             |             |
| LCOM                | Liste PCF hors alliance Front de gauche |                                   |             |
|                     | LSOC                                    | Liste du parti socialiste         |             |
|                     | LVEC                                    | Liste Europe Ecologie Les Verts   |             |
|                     | LDVG                                    | Liste divers gauche               |             |
|                     | LUG                                     | Liste d'union de la gauche        |             |
|                     | LAUT                                    | Autre liste                       |             |
|                     | LREG                                    | Liste régionaliste                |             |
|                     | LCMD                                    | Liste MoDem                       |             |
|                     | LMMD                                    | Liste Majorité-MoDem              |             |
|                     | LMAJ                                    | Liste de la majorité              |             |
|                     | LDVD                                    | Liste divers droite               |             |
|                     | LFN                                     | Liste du Front National           |             |
|                     | LEXD                                    | Liste d'extrême droite            |             |
| Nuances de personne | Nuances de personne                     | Nuances de personne               | Commentaire |
|                     | EXG                                     | Extrême gauche                    |             |
|                     | PG                                      | Parti de gauche                   |             |
|                     | COM                                     | Communiste                        |             |
|                     | SOC                                     | Socialiste                        |             |
|                     | RDG                                     | Radical de Gauche                 |             |
| DVG                 | Divers gauche                           |                                   |             |
|                     | VEC                                     | Europe Ecologie Les Verts         |             |
|                     | ECO                                     | Ecologiste                        |             |
|                     | REG                                     | Régionaliste                      |             |
|                     | AUT                                     | Autres                            |             |
|                     | MODM                                    | MODEM                             |             |
|                     | UMP                                     | Union pour un Mouvement Populaire |             |
|                     | MAJ                                     | Majorité présidentielle           |             |
|                     | DVD                                     | Divers droite                     |             |
|                     | FN                                      | Front National                    |             |
|                     | EXD                                     | Extrême droite                    |             |

### Élections cantonales françaises de 2011
| Nuances politiques | Nuances politiques | Nuances politiques                       | Commentaire |
| ------------------ | ------------------ | ---------------------------------------- | ----------- |
|                    | EXG                | Extrême gauche                           |             |
|                    | COM                | Communiste                               |             |
|                    | PG                 | Parti de Gauche                          |             |
|                    | SOC                | Socialiste                               |             |
|                    | RDG                | Radical de Gauche                        |             |
| DVG                | Divers gauche      |                                          |             |
|                    | VEC                | Europe Ecologie / Les Verts              |             |
|                    | ECO                | Ecologiste                               |             |
|                    | REG                | Régionaliste                             |             |
|                    | AUT                | Autres                                   |             |
|                    | MODM               | MODEM                                    |             |
|                    | M-NC               | Majorité présidentielle                  |             |
|                    | M                  | Autres candidats majorité présidentielle |             |
|                    | UMP                | Union pour un Mouvement Populaire        |             |
|                    | DVD                | Divers droite                            |             |
|                    | FN                 | Front National                           |             |
|                    | EXD                | Extrême droite                           |             |

### Élections régionales de 2010
| Nuances de liste | Nuances de liste      | Nuances de liste                         | Sièges      |
| ---------------- | --------------------- | ---------------------------------------- | ----------- |
|                  | LEXG                  | Listes d'extrême gauche                  | 0 / 1880    |
|                  | LCOP                  | Listes du Parti Comm. et du Parti Gauche | 6 / 1880    |
|                  | LSOC                  | Listes du Parti socialiste               | 89 / 1880   |
|                  | LVEC                  | Listes des Verts                         | 11 / 1880   |
|                  | LDVG                  | Listes divers gauche                     | 96 / 1880   |
|                  | LUG                   | Listes d'Union de la gauche              | 1006 / 1880 |
| LGMD             | Listes Gauche-MoDem   |                                          | 1006 / 1880 |
|                  | LAUT                  | Autres listes                            | 2 / 1880    |
|                  | LREG                  | Listes régionalistes                     | 27 / 1880   |
|                  | LCMD                  | Listes Centre-MoDem                      | 10 / 1880   |
|                  | LMMD                  | Listes Majorité-MoDem                    | 515 / 1880  |
| LMAJ             | Listes de la majorité |                                          | 515 / 1880  |
|                  | LDVD                  | Listes divers droite                     | 0 / 1880    |
|                  | LFN                   | Listes du Front National                 | 118 / 1880  |
|                  | LEXD                  | Listes d'extrême droite                  | 0 / 1880    |

### Élections européennes de 2009
| Nuances de liste | Nuances de liste | Nuances de liste                    | Sièges  |
| ---------------- | ---------------- | ----------------------------------- | ------- |
|                  | LEXG             | Listes d'extrême-gauche             | 0 / 72  |
|                  | LCOP             | Listes du PCF et du Parti de gauche | 4 / 72  |
|                  | LSOC             | Listes du Parti socialiste          | 14 / 72 |
|                  | LDVG             | Listes divers gauche                | 1 / 72  |
|                  | LVEC             | Listes des Verts                    | 14 / 72 |
|                  | LREG             | Listes régionalistes                | 0 / 72  |
|                  | LAUT             | Autres listes                       | 0 / 72  |
|                  | LCMD             | Listes centre-MoDem                 | 6 / 72  |
|                  | LMAJ             | Listes de la majorité               | 29 / 72 |
|                  | LDVD             | Listes divers droite                | 1 / 72  |
|                  | LDSV             | Listes souverainistes de droite     | 1 / 72  |
|                  | LFN              | Listes du Front national            | 3 / 72  |
|                  | LEXD             | Listes d'extrême-droite             | 0 / 72  |

### Élections sénatoriales de 2008
| Nuances de liste    | Nuances de liste        | Nuances de liste                  | Commentaire |
| ------------------- | ----------------------- | --------------------------------- | ----------- |
|                     | LEXG                    | Liste d'extrême gauche            |             |
|                     | LCOM                    | Liste du Parti communiste         |             |
|                     | LUG                     | Liste d'union de la gauche        |             |
|                     | LSOC                    | Liste du Parti socialiste         |             |
|                     | LVEC                    | Liste des Verts                   |             |
|                     | LDVG                    | Liste divers gauche               |             |
| LGC                 | Liste gauche-centristes |                                   |             |
|                     | LAUT                    | Autre Liste                       |             |
|                     | LREG                    | Liste régionaliste                |             |
|                     | LCMD                    | Liste centre-MoDem                |             |
|                     | LMC                     | Liste Majorité-centristes         |             |
|                     | LMAJ                    | Liste de la majorité              |             |
|                     | LDVD                    | Liste divers droite               |             |
|                     | LFN                     | Liste du Front national           |             |
|                     | LEXD                    | Liste d'extrême droite            |             |
| Nuances de personne | Nuances de personne     | Nuances de personne               | Commentaire |
|                     | EXG                     | Extrême gauche                    |             |
|                     | COM                     | Communiste                        |             |
|                     | SOC                     | Socialiste                        |             |
|                     | RDG                     | Radical de gauche                 |             |
| DVG                 | Divers gauche           |                                   |             |
|                     | VEC                     | Les Verts                         |             |
|                     | ECO                     | Autre écologiste                  |             |
|                     | REG                     | Régionaliste                      |             |
|                     | AUT                     | Autres                            |             |
|                     | UDFD                    | UDF - Mouvement démocrate         |             |
|                     | MAJ                     | Majorité présidentielle           |             |
|                     | UMP                     | Union pour un mouvement populaire |             |
|                     | DVD                     | Divers droite                     |             |
|                     | FN                      | Front national                    |             |
|                     | EXD                     | Extrême droite                    |             |

### Élections sénatoriales de 2004
| Nuances de liste    | Nuances de liste    | Nuances de liste                         | Sièges  | Commentaire |
| ------------------- | ------------------- | ---------------------------------------- | ------- | ----------- |
|                     | LXG                 | Liste d'extrême gauche                   | 0 / 83  |             |
|                     | LPC                 | Liste du Parti communiste                | 7 / 83  |             |
|                     | LPS                 | Liste du parti socialiste                | 14 / 83 |             |
|                     | LVE                 | Liste des Verts                          | 0 / 83  |             |
|                     | LDG                 | Liste divers gauche                      | 0 / 83  |             |
|                     | LGAU                | Liste d'union de la gauche               | 16 / 83 |             |
|                     | LEC                 | Liste écologiste                         | 0 / 83  |             |
|                     | LRG                 | Liste régionaliste                       | 0 / 83  |             |
|                     | LCP                 | Liste Chasse-Pêche-Nature et Traditions  | 0 / 83  |             |
|                     | LDV                 | Liste Divers                             | 0 / 83  |             |
|                     | LUMP                | Liste Union pour un mouvement populaire  | 31 / 83 |             |
|                     | LUDF                | Liste Union pour la démocratie française | 5 / 83  |             |
|                     | LDTE                | Liste d'union UMP-UDF                    | 3 / 83  |             |
|                     | LDD                 | Liste divers droite                      | 7 / 83  |             |
|                     | LFN                 | Liste du Front national                  | 0 / 83  |             |
|                     | LXD                 | Liste d'extrême droite                   | 0 / 83  |             |
| Nuances de personne | Nuances de personne | Nuances de personne                      | Sièges  | Commentaire |
|                     | EXG                 | Extrême gauche                           | 0 / 44  |             |
|                     | COM                 | Communiste                               | 0 / 44  |             |
|                     | SOC                 | Socialiste                               | 8 / 44  |             |
|                     | RDG                 | Radical de gauche                        | 2 / 44  |             |
|                     | DVG                 | Divers gauche                            | 4 / 44  |             |
|                     | VEC                 | Les Verts                                | 0 / 44  |             |
|                     | ECO                 | Autre écologiste                         | 0 / 44  |             |
|                     | REG                 | Régionaliste                             | 0 / 44  |             |
|                     | CPNT                | Chasse-Pêche-Nature et Traditions        | 0 / 44  |             |
|                     | DIV                 | Divers                                   | 1 / 44  |             |
|                     | UMP                 | Union pour un mouvement populaire        | 22 / 44 |             |
|                     | UDF                 | Union pour la démocratie française       | 4 / 44  |             |
|                     | DVD                 | Divers droite                            | 3 / 44  |             |
|                     | FN                  | Front national                           | 0 / 44  |             |
|                     | EXD                 | Extrême droite                           | 0 / 44  |             |

### Élections régionales de 2004
| Nuances de liste | Nuances de liste | Nuances de liste                           | Sièges      |
| ---------------- | ---------------- | ------------------------------------------ | ----------- |
|                  | LXG              | Listes d'extrême gauche                    | 0 / 1880    |
|                  | LGA              | Listes de gauche                           | 1126 / 1880 |
|                  | LVE              | Listes des Verts                           | 0 / 1880    |
|                  | LDG              | Listes divers gauche                       | 36 / 1880   |
|                  | LEC              | Listes écologiste                          | 0 / 1880    |
|                  | LRG              | Listes régionaliste                        | 36 / 1880   |
|                  | LCP              | Listes Chasse, pêche, nature et traditions | 0 / 1880    |
|                  | LDV              | Listes "divers"                            | 0 / 1880    |
|                  | LDR              | Listes de droite                           | 522 / 1880  |
|                  | LDD              | Listes divers droite                       | 4 / 1880    |
|                  | LFN              | Listes du Front national                   | 156 / 1880  |
|                  | LXD              | Listes d'extrême droite                    | 0 / 1880    |

### Élections cantonales de 2004
| Nuances politiques, | Nuances politiques, | Nuances politiques,                | Sièges     | Commentaire |
| ------------------- | ------------------- | ---------------------------------- | ---------- | ----------- |
|                     | EXG                 | Extrême gauche                     | 4 / 2034   |             |
|                     | COM                 | Communiste                         | 108 / 2034 |             |
|                     | SOC                 | Socialiste                         | 834 / 2034 |             |
|                     | RDG                 | Radical de gauche                  | 44 / 2034  |             |
|                     | DVG                 | Divers gauche                      | 200 / 2034 |             |
|                     | VEC                 | Les Verts                          | 11 / 2034  |             |
|                     | ECO                 | Autre écologiste                   | 1 / 2034   |             |
|                     | REG                 | Régionaliste                       | 4 / 2034   |             |
|                     | CPNT                | Chasse-Pêche-nature et traditions  | 0 / 2034   |             |
|                     | DIV                 | Divers                             | 23 / 2034  |             |
|                     | UMP                 | Union pour un mouvement populaire  | 468 / 2034 |             |
|                     | UDF                 | Union pour la démocratie française | 68 / 2034  |             |
|                     | DVD                 | Divers droite                      | 265 / 2034 |             |
|                     | FN                  | Front national                     | 1 / 2034   |             |
|                     | EXD                 | Extrême droite                     | 3 / 2034   |             |

### Élections municipales de 2001
| Nuances de listes | Nuances de listes | Nuances de listes        | Sièges,       |
| ----------------- | ----------------- | ------------------------ | ------------- |
|                   | LXG               | EXG                      | 117 / 83157   |
|                   | LGA               | COM-MDC-SOC-PRG-DVG-VEC  | 30194 / 83517 |
|                   | LDG               | DVG                      | 7627 / 83157  |
|                   | LVE               | VEC Les Verts            | 202 / 83 157  |
|                   | LEC               | ECO (autres écologistes) | 109 / 83157   |
|                   | LRG               | REG (Régionalistes)      | 161 / 83157   |
|                   | LDV               | CPNT-DIV                 | 1733 / 83157  |
|                   | LDR               | RPR-UDF-DL-RPF-DVD       | 25956 / 83157 |
|                   | LDD               | RPF-DVD                  | 16605 / 83157 |
|                   | LFN               | FR                       | 213 / 83157   |
|                   | LMN               | MNR                      | 240 / 83157   |